# Ludovico Dolfo
Ludovico Dolfo (ur. 30 czerwca 1989 w Treviso) – włoski siatkarz, grający na pozycji przyjmującego. Od sezonu 2018/2019 występuje w drużynie Sieco Service Ortona.

## Sukcesy reprezentacyjne
Igrzyska Śródziemnomorskie:
- 2013

Puchar Wielkich Mistrzów:
- 2013

## Nagrody indywidualne
- 2007: Najlepszy atakujący Mistrzostw Europy Kadetów
- 2008: Najlepszy atakujący i punktujący Mistrzostw Europy Juniorów